# 阿道弗·佩雷斯·埃斯基维尔
阿道弗·佩雷斯·埃斯基维尔（西班牙語：Adolfo Pérez Esquivel，1931年11月26日—），生于阿根廷布宜诺斯艾利斯，雕刻家、建筑家、和平主义者。他曾于1980年获得诺贝尔和平奖。他最出名的活动是领导反对美洲自由贸易区的示威、以及引起世人对阿根廷政府将儿童编入准军事部队的关注，他将阿根廷政府的这个行为与纳粹党组建希特勒青年团相提并论。